# Chess.com
Chess.com은 미국의 인터넷 체스 서버이자 소셜 네트워킹 서비스 사이트이다. 체스닷컴은 일부 기능은 무료로 제공되고, 대부분의 주요 기능을 제한 없이 사용하러면 가입 후 구독을 통해 결제를 해야 가능한 일종의 프리미엄 부분 유료화 모델로 운영하고 있다. 체스닷컴의 실시간 온라인 체스는 데일리, 레피드, 블리츠, 불릿 등 여러 종류의 시간 조절이 가능하며 일반 체스 외에도 다양한 종류의 변형 체스를 플레이할 수 있다. 체스 엔진과의 대전, 컴퓨터 수순 분석, 체스 퍼즐, 교육 자료 등의 다양한 정보와 기능도 제공한다.
체스닷컴은 세계에서 가장 큰 체스 플랫폼으로 2022년 12월 16일에 사용자수가 1억 명을 돌파했다. 체스닷컴은 타이틀 화요일, 프로 레피드 온라인 체스 리그, 속기 체스 챔피언십, 포그챔스, 온라인 체스 올림피아드, 컴퓨터 대 컴퓨터 경기 등 다양한 온라인 토너먼트 대회도 개최한다.

## 역사
2006년에 에릭과 제이가 처음 제안해 만들어졌다.
2008년, 체스닷컴은 비슷한 체스 웹사이트인 체스파크를 인수했다.

## Chesskid.com
체스닷컴은 또한 어린이들을 위한 체스 웹사이트인 체스키드를 운영하고 있다. 어린이들을 위한 안전한 환경을 제공한다.

## 같이 보기
- lichess
- Chessgames.com
- 365chess.com